# پیکارد سرجلز
پیکار سورژله (فرانسوی: Picard Surgelés‎) شرکت خرده‌فروشی مواد غدایی منجمد فرانسوی با صدها فروشگاه زنچیره ای است که در سال ۱۹۰۶ تأسیس شد.